# !!Destroy-Oh-Boy!!
!!Destroy-Oh-Boy!! è l'album di debutto dei New Bomb Turks, pubblicato nel 1993 dall'etichetta Crypt Records.

## Formazione
- Eric Davidson – voce
- Jim Weber – chitarra
- Matt Reber – basso elettrico
- Bill Brandt – batteria

## Tracce
1. Born Toulouse-Lautrec – 2:33
2. Tail Crush – 2:34
3. Up for a Downslide – 2:26
4. Tattooed Apathetic Boys – 2:24
5. Dragstrip Riot – 3:35
6. We Give a Rat's Ass – 1:01
7. Runnin' on Go – 2:11
8. Lone Gone Sister – 1:46
9. Mr. Suit – 2:57 (testo: Robert Gotobed, Graham Lewis, Colin Newman e Bruce Gilbert)
10. Sucker Punch – 3:30
11. I Want My Baby...Dead? – 1:37
12. I'm Weak – 3:26
13. Tryin' to Get By – 2:06
14. Cryin' into the Beer of a Drunk Man – 2:03